# قدی
روستای قدی  نام روستایی از توابع خصب در شبه‌جزیره و استان مسندم در کشور پادشاهی عمان است.
روستایی زیبا وکوهستانی که در ارتفاع ۱۵۵۰ متری قلهٔ زنجیره کوه حجر واقع شده‌است. این روستا در مابین دو تپه ی بلند قرار دارد.
باغهای نخل خرما از سه ناحیه روستا را احاطه نموده‌است. در دوطرف روستا و در روی دوتپه که وجود دارد، روی هریک از این تپه‌ها برج نگهبانی به چشم می‌خورد، به گفته مردم روستا در دوران گذشته نگهبانانی در این دوبرج پاسبانی می‌داده‌اند مخصوصاً در شبها نگهبانان در برج مستقر می‌شده‌اند و از روستا در برابر دزدان وشورشگران پاس می‌داده‌اند. اما حالا این دوبرج به عنوان یک معلم تاریخی وگردشگری پا برجا مانده‌است. 

## جمعیت
جمعیت آن ۱۳۰ نفر (۲۸ خانوار) است که از اهل سنت و مالکی مذهب هستند. شغل عمدهٔ مردم روستا کشاورز است. بعضی از مردم نیز دام خانه‌ای نیز دارند.

## باران موسمی
در این منطقه سالیانه در ماه اوت (أغسطس) باران موسمی می‌بارد ودرختان میوه و باغ‌ها را سیراب می‌سازد، مخصوصاً که در این ماه (اوت) منطقه از شدت گرمای زیاد برخوردار است، این باران موسمی به لهجهٔ محلی ( امطار الروایحة ) می‌نامند. بارش باران در این موسم و در این منطقهٔ کوهستانی و در فصل گرما نقش مؤثری روی درختان فواکه وباغ‌ها دارد وبر رشد آن‌ها می‌افزاید. منطقهٔ قدی از جاذبه‌های گردشگری ویژه‌ای برخوردار است، مخصوصاً در فصل زمستان و بهار روستای قدی از چشم‌اندازهای خاصی برخوردار است و تمام منطقهٔ کوهستان سرسبز و زیبا است و مناظری چشم‌نواز بر خود می‌گیرد.